# Meir (album)
Meir è il secondo album in studio del gruppo musicale norvegese Kvelertak, pubblicato nel 2013.

## Tracce
1. Åpenbaring – 3:06
2. Spring Fra Livet – 3:34
3. Trepan – 3:39
4. Bruane Brenn – 4:07
5. Evig Vandrar – 2:48
6. Snilepisk – 2:52
7. Månelyst – 3:10
8. Nekrokosmos – 6:40
9. Undertro – 6:25
10. Tordenbrak – 8:53
11. Kvelertak – 3:49

## Formazione
- Erlend Hjelvik – voce
- Vidar Landa – chitarra
- Bjarte Lund Rolland – chitarra, piano, voce
- Marvin Nygaard – basso
- Maciek Ofstad – chitarra, voce
- Kjetil Gjermundrød – batteria, percussioni